# 陳志明 (宗教人物)
陳志明神父 （英語：Rev. Dominic Chan Chi-Ming，1952年—），曾任天主教香港教區副主教。陳志明在家中在十一名兄弟姊姊中排行第七。陳志明的家族來自香港西貢區鹽田仔，但他在南區太古樓（現時為薄扶林花園）度過了十二年的童年。

## 家族

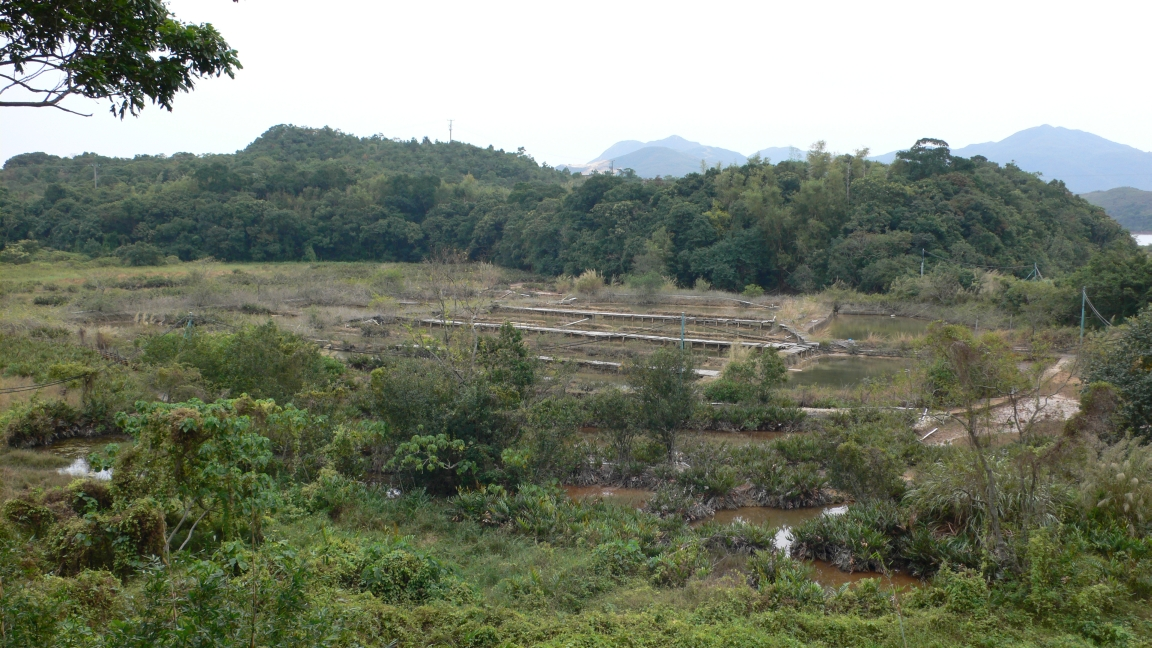
鹽田仔的荒廢鹽田

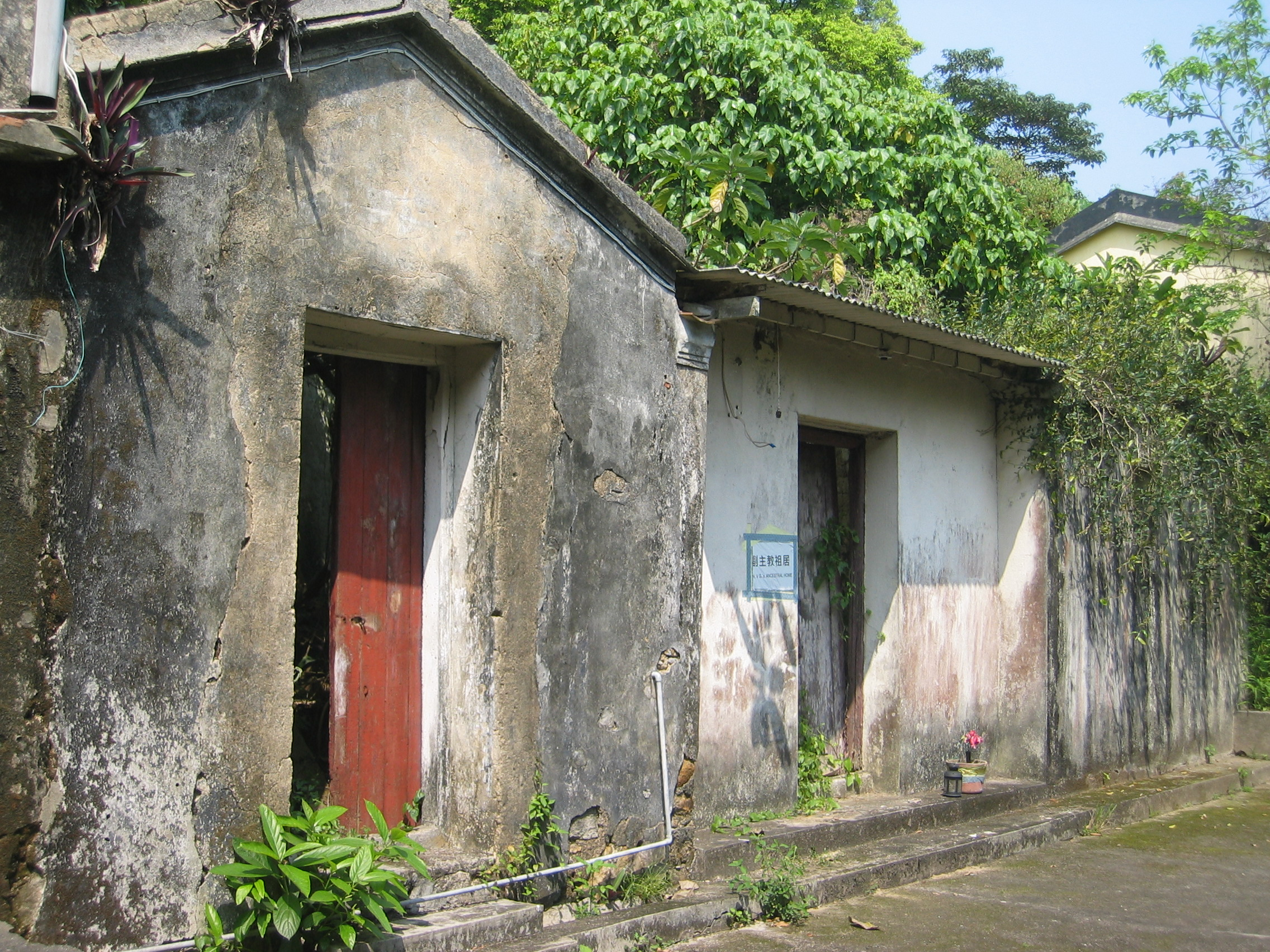
在西貢鹽田仔的陳志明副主教故居

陳志明神父出身自天主教家庭，家族來自鹽田仔，他自己為該村的第八代原村民。在陳志明晉鐸之前，他的家族中亦先後有人成為天主教的神職人員，或出任教區其他職位，除了他的叔公陳丹書神父（在1917年晉鐸，是香港最年長的國籍司鐸）外，陳志明一百零二歲的姑婆（於2004年去世）和八十多歲的姑媽亦是修女，分屬寶血會和沙爾德聖保祿女修會。；另外，陳志明的堂兄陳若瑟，曾於教區屬下鴨脷洲聖伯多祿天主教小學出任校長。

## 童年

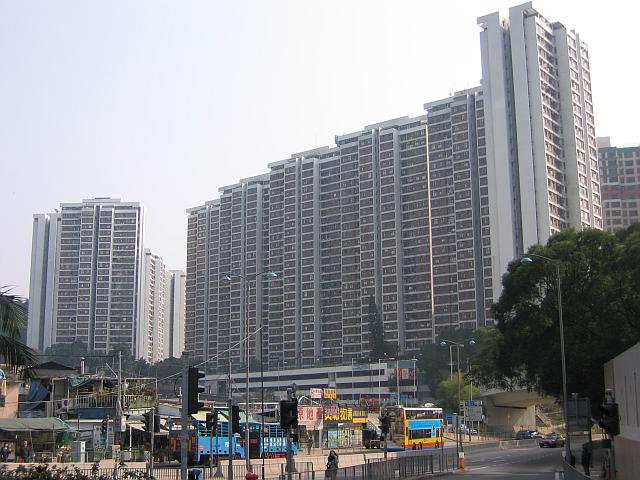
置富花園為昔日太古樓所在

陳志明出生前，他的父母已轉居於香港薄扶林太古樓23號地下。在他出生時，該區的露德聖母堂的本堂司鐸明之剛神父（Rev. Rene CHEVALIER, MEP）載陳志明的母親前往就近的醫院生產。由於太古樓的四十八個家庭有著天主教信仰，這影響了陳志明的生活取向，以至產生日後要成為神職人員的心志。
陳志明畢業於昔日位於薄扶林的天主教聖華學校，在六、七歲左右便在聖堂當輔祭，每天早上都參與彌撒。當時，未遷入惠福道的聖神修院就在附近，每個週末都有一班修士去行山，就是這些日常生活的潛移默化，令到就讀小六的陳志明和另外兩位同學起了入修院的念頭。
起初陳志明的父母不太願意送他入修院。在那個年代，有好些教徒會把自己的孩子送入修院，表面是回應聖召，實際上是渴望教會替孩子供書教學，而孩子在到中學畢業後便會離去。陳志明的父母一方面認為擔心要在修院花的年月太久，有點猶疑；另一方面又顧慮若自己的兒子做不成神父，他們便會被視為欺騙教會的一份子。陳志明進修院的計劃差點因此而告吹，但在明之剛神父知道這事之後，便約見陳志明的父母商談，陳志明終於在小六畢業後那年的九月九日得償所願，進了聖神修院。

## 修院生活

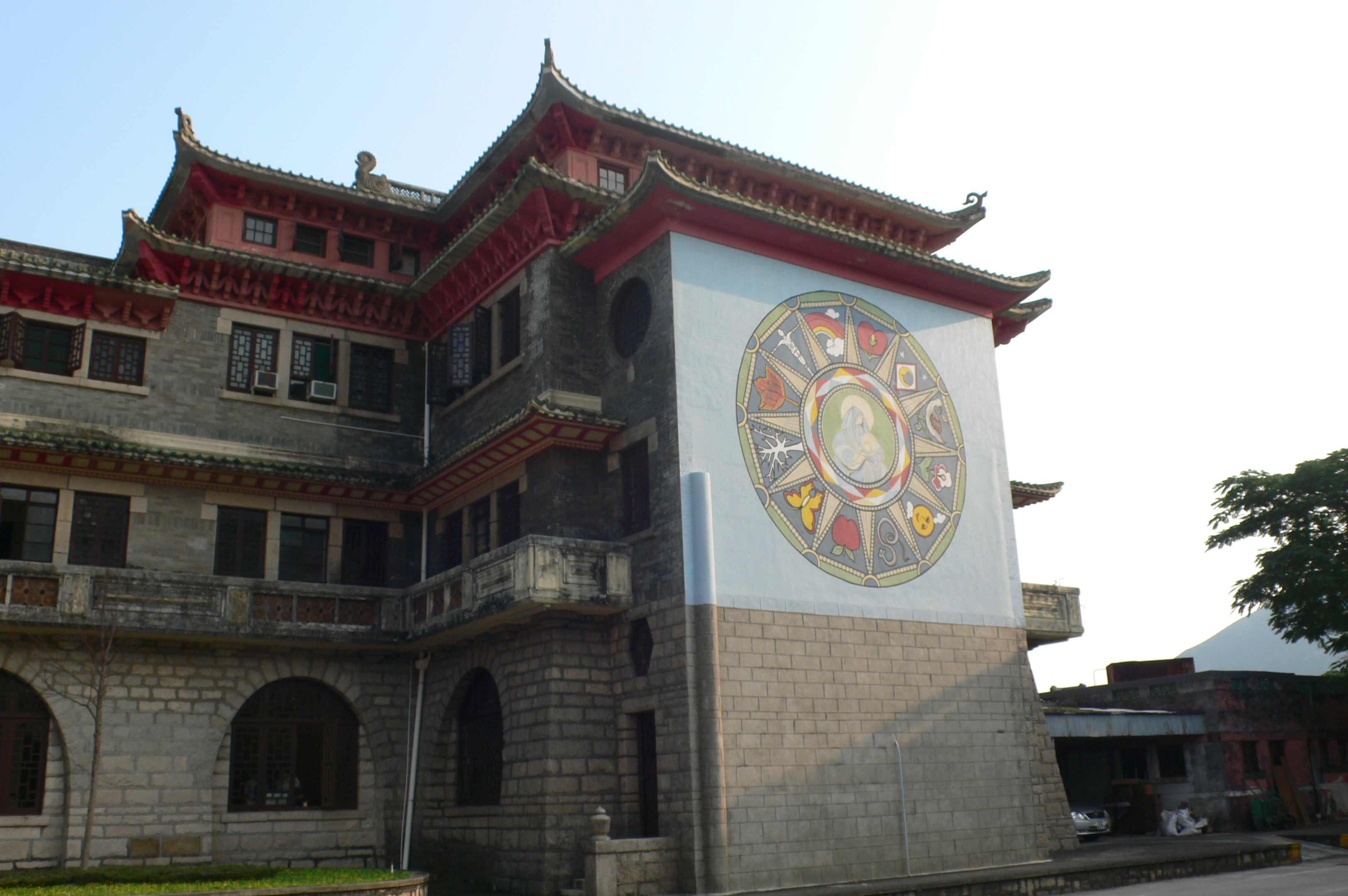
聖神修院南樓近景

陳志明當時進入修院的動機很簡單，並沒有考慮其他問題。據他現時回想起來，陳志明覺得修院的生活會幫助人辨別一個人究竟有沒有成為神職人員的呼召。另外，由於自小學習洪拳，陳志明在修院中每當聖誕聯歡都會湊興表演拳術，並得「功夫陳」的外號。
陳志明當修生時，曾往九龍城寨從事青年服務，到聖母醫院擔任牧靈工作，又分別在明愛家庭服務及荃灣一家工廠實習一年零三個月；1975年至1976年，他在司徒拔道肇輝台聖瑪加利書院任教倫理兩年。
1977年，法國泰澤的創辦人羅哲兄弟到了香港，住在香港仔一隻木船上。陳志明本來已在日本跟一個靈修大師學習靜坐及祈禱，對其他的泰澤靈修方式暫不感興趣。當時任職聖神修院神師的明之剛神父鼓勵陳志明去體驗一下。結果羅哲兄弟單獨與他傾談了兩個多小時，還邀請陳志明到船上居住。陳志明本不願意，以「要院長批准」為藉口。豈料院長卻著他不妨一試。在船上留宿的最後一晚，羅哲兄弟竟然叫陳志明跟隨他們回法國泰澤。對於陳志明來說，他覺得「簡直就像天方夜談一樣」，唯有推說待升執事前的暑假才作安排。在回修院途中，他在停車場上大叫：『天主，究竟你想我做甚麼？』這是陳志明對他的召叫以來最覺恐懼的一次。但根據《陳志明副主教談感受 （页面存档备份，存于）》一文所述，陳志明在1975年至1976年時已曾赴泰澤團體作八次個人靈修。
1978年，陳志明晉昇執事，並在柴灣海星堂實習九個月。
在修生的生涯中，陳志明的對投身神職的心志也曾受過打擊。讀中四時，陳志明最好的同學離開了修院，他因此亦曾考慮自己應否像他一樣離去，但最後他仍在修院繼續待下去。另外，教陳志明哲學的神父是最喜歡的一位老師，但那位神父往外國進修時結了婚。當陳志明知道這個消息後感到很難過，更跑到附近的一個海邊哭起來，因為他「很難接受自己偶像的幻滅。」
1979年6月30日，陳志明晉鐸，於同日進行首祭彌撒。他又在同年7月15日回到家鄉西貢區鹽田仔進行首祭。他晉鐸後便出任跑馬地聖瑪加利大堂助理司鐸。

## 司鐸生涯

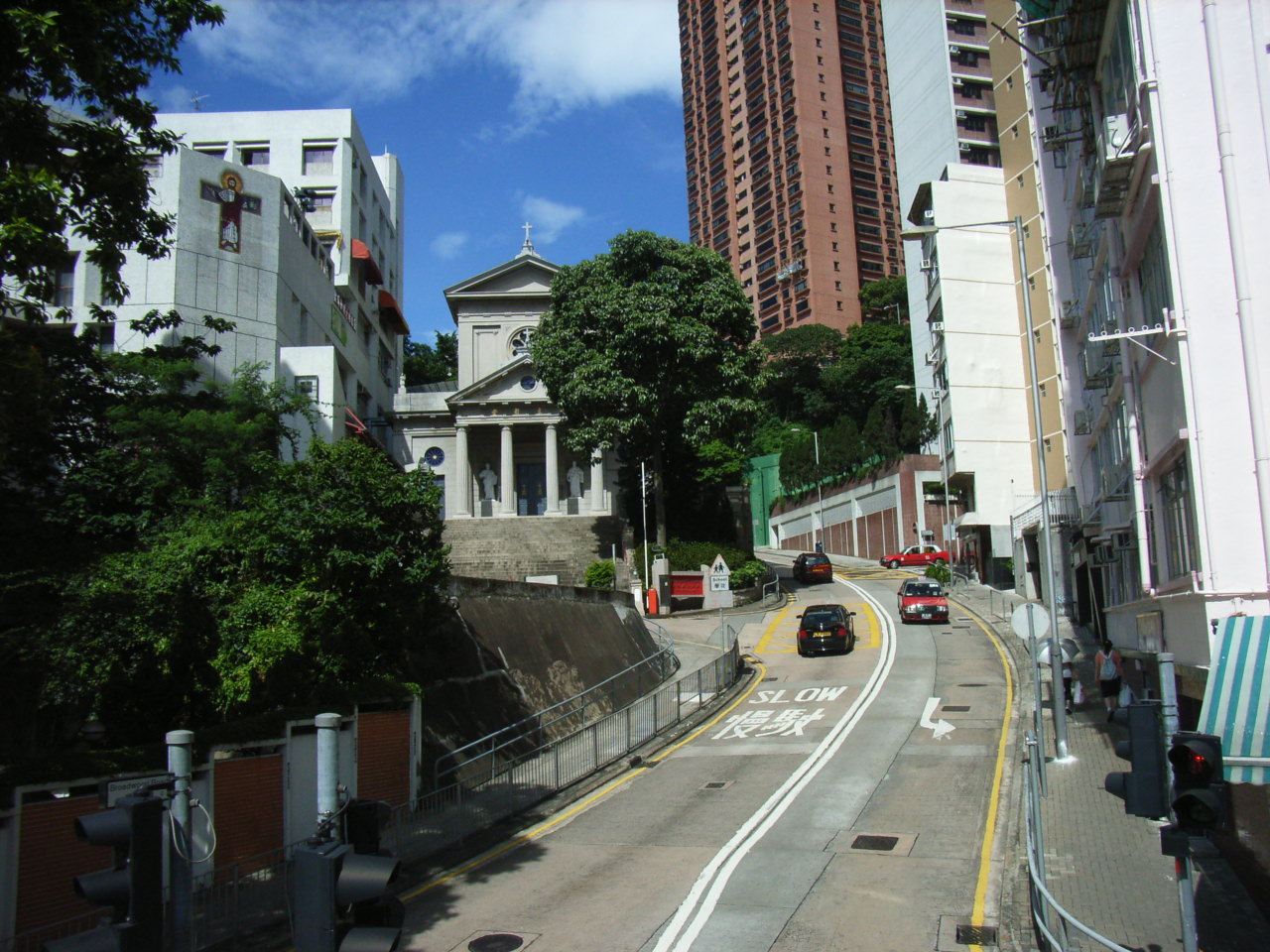
位於跑馬地樂活道的聖瑪加利大堂

陳志明在晉鐸出任跑馬地聖瑪加利大堂助理司鐸至1983年9月。其後，陳志明到石硤尾聖方濟各堂服務兩年；他在1985年至1992年時獲委任為九龍區主教代表，並處理過八個堂區的事務，以及擔任署理主任司鐸；在1990年起更兼任新界區主教代表，1992年年獲任命為副主教，直到2021年12月周守仁主教上任。
在處理神職事務之餘，陳志明於1997年至1999年期間曾往羅馬聖托馬斯阿奎那大神學院攻讀靈修神學碩士課程。
2000年8月27日，陳志明成為香港聖母無原罪主教座堂的主任司鐸。在任職期間，主教座堂曾在2003年8月17日發生同性戀組織成員闖入主教座堂擾亂彌撒進行的事件。其後陳志明副主教對警方處理事件的方式表達不滿，指「教堂是神聖莊嚴的地方，這批人士（同性戀組織成員）強行闖入聖堂及粗暴踐踏聖壇，嚴重破壞了正在進行中的彌撒禮儀，侵犯了信徒宗教活動的自由」。

## 教區職責

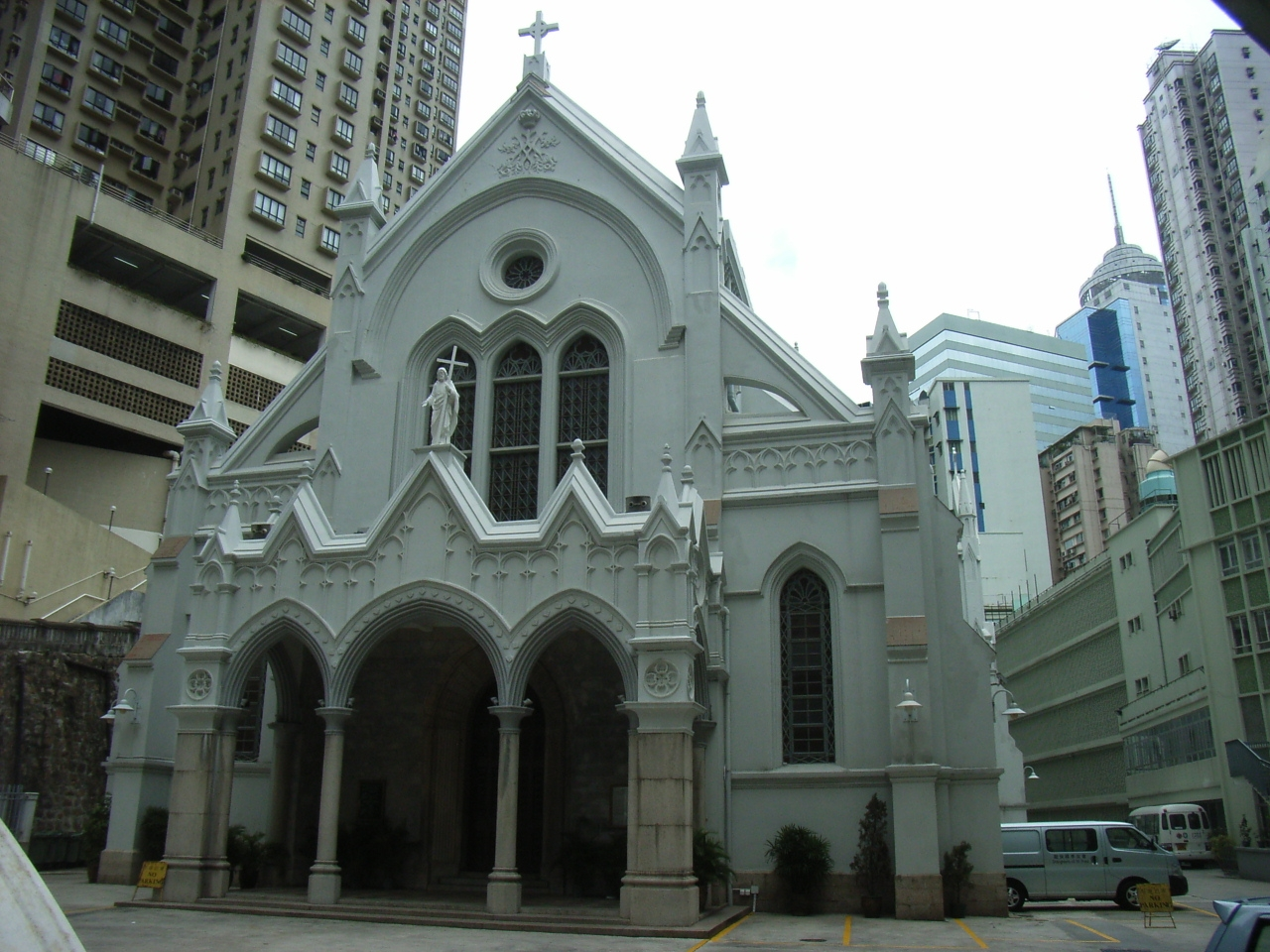
聖母無原罪主教座堂

他在教區中身兼不少職務，在2001年時他是香港教區中職務第二多的。因此，當人問起陳志明在哪天能夠休息時，他也稱只有「星期八」才可以。事實上，陳志明以前在跑馬地聖瑪加利大堂當助理司鐸時曾由於對工作太投入，以致體力透支而入院。目前陳志明副主教在天主教香港教區內共負責以下職務：
| 機構                       | 職務     |
| -------------------------- | -------- |
| 教區諮議會                 | 委任議員 |
| 司鐸議會                   | 成員     |
| 教區終身執事委員會         | 主席     |
| 主教座堂廣場管理委員會     | 主席     |
| 教區天主教墳場委員會       | 委任委員 |
| 教區籌募建堂及發展基金委員 | 主席     |
| 教區財務委員會             | 委任委員 |

## 站外鏈結
- 天主教香港教區 （页面存档备份，存于）